# レイマート・ガバリョ
レイマート・ガバリョ（Reymart Gaballo、1996年8月24日 - ）はフィリピンのプロボクサー。南コタバト州ジェネラル・サントス出身。元WBA・WBC世界バンタム級暫定王者。

## 来歴
2016年9月10日、南コタバト州トゥピでチャイヨン・シッサイトーンとABCOスーパーバンタム級王座決定戦を行い、初回KO勝ちを収め王座獲得に成功した。
2018年3月24日、フロリダ州ハリウッドのセミノール・ハードロック・ホテル・アンド・カジノ・ハリウッドでステファン・ヤングとWBA世界バンタム級暫定王座決定戦を行い、12回3-0（118-109、2者が117-110）の判定勝ちを収め王座獲得に成功した。2019年2月には、中村優也とノンタイトル戦を戦い2RTKO勝を収めるなど無敗をキープするも、3月にはWBAより防衛戦を行なっていないとして、暫定王座を剥奪された。
2020年11月12日、WBC世界バンタム級王者ノルディーヌ・ウバーリにノニト・ドネアが12月12日に挑戦することになっていたが、王者ウバーリが新型コロナウイルスに感染したために休養王者に認定され、空位となった同王座決定戦でドネアとエマヌエル・ロドリゲスが対戦することに変更されるが、ドネアも、新型コロナウイルスの検査にて陽性が確認されたため、代わりに12月11日にロドリゲスとガバリョで同暫定王座決定戦を行うことに変更されたことが発表された。
2020年12月19日、WBC世界バンタム級暫定王座決定戦にて、エマヌエル・ロドリゲスに2-1で判定勝ちを収めた。しかし海外ファンやメディアから判定結果に疑問の声が上がる判定となった。このためロドリゲスは判定の不満を訴えて即時再戦をWBCに要求し、2021年1月25日にWBCはガバリョとロドリゲスに再戦を行うよう指令した。
しかしその後、8月14日にロドリゲスがWBA世界バンタム級暫定王者決定戦に出場したため、再戦は行われなかった。
9月21日、WBCは5月にウバーリに勝ったバンタム級正規王者ノニト・ドネアに対し、ガバリョと指名試合を行うよう指示した。
2021年12月11日、アメリカカリフォルニア州カーソンの ディグニティ・ヘルス・スポーツ・パーク・テニスコートでWBC正規王者ノニト・ドネアと団体内王座統一戦を行い、4回2分59秒KO負けを喫し、団体内王座統一に失敗すると共に初黒星を喫した。。この試合でドネアは30万ドル（約3430万円）、ガバリョは15万ドル（約1710万円）のファイトマネーを稼いだ。
2022年10月29日、ジェネラル・サントスでリカルド・スエノとWBOオリエンタルバンタム級&ABCOコンチネンタル同級王座決定戦を行い、2回2分44秒TKO勝ちを収め両王座を獲得した。
2023年6月17日、パラニャーケのグランド・ボール・ルームでマイケル・ブラボーとWBOオリエンタルバンタム級タイトルマッチで対戦し、10回2-1（96-93×2、94-95）で判定勝ちを収め初防衛に成功した。
2024年2月13日、パサイのミダス・ホテル&カジノで元WBA世界ミニマム級暫定王者のパイパロープ・ゴーキャットジムとWBOオリエンタル同級タイトルマッチを行い、初回35秒KO勝ちを収め2度目の王座防衛に成功した。
2024年5月10日、フィリピンのSanman Boxingにて、建文トーレスと対戦し、1RKO負けを喫した。

## 獲得タイトル
- ABCOスーパーバンタム級王座
- WBA世界バンタム級暫定王座（防衛0=剥奪）
- WBC世界バンタム級暫定王座(防衛0)
- WBOオリエンタルバンタム級王座
- ABCOコンチネンタルバンタム級王座